# Sanmenxia
Sanmenxia är en stad på prefekturnivå i Henan-provinsen i centrala Kina. Den ligger omkring 250 kilometer väster  om provinshuvudstaden Zhengzhou.
Orten är känd för Sanmenxiadammen, som är belägen vid Gula flodens mellersta flöde. Häradet Lushi, som är beläget inom storstadsområdet, är känt för sin utvinning av spetsglans, ett antimonmineral.

## Administrativ indelning
Sanmenxia är indelat i ett stadsdistrikt, två härad och två städer på häradsnivå:
- Stadsdistriktet Hubin (湖滨区), 164 km², 325 608 invånare (2010);
- Stadsdistriktet Shanzhou (陕州区), 1 763 km², 343 657 invånare;
- Häradet Mianchi (渑池县), 1 421 km², 346 411 invånare;
- Häradet Lushi (卢氏县), 4 004 km², 352 425 invånare;
- Staden Yima (义马市), 112 km², 144 770 invånare;
- Staden Lingbao (灵宝市), 3 011 km², 721 001 invånare.

## Klimat
Genomsnittlig årsnederbörd är 743 millimeter. Den regnigaste månaden är juli, med i genomsnitt 151 mm nederbörd, och den torraste är januari, med 4 mm nederbörd.